# Campionati mondiali di badminton 2003
I campionati mondiali di badminton 2003 (in inglese 2003 IBF World Championships) sono stati la 13ª edizione dei campionati mondiali di badminton.
La competizione si è svolta dal 28 luglio al 3 agosto 2003 a Birmingham, nel Regno Unito.

## Medagliere
| Posiz. | Nazione       | Oro | Argento | Bronzo | Totale |
| ------ | ------------- | --- | ------- | ------ | ------ |
| 1      | Cina          | 3   | 3       | 5      | 11     |
| 2      | Danimarca     | 1   | 0       | 2      | 3      |
| 3      | Corea del Sud | 1   | 0       | 1      | 2      |
| 4      | Indonesia     | 0   | 1       | 0      | 1      |
| 4      | Malaysia      | 0   | 1       | 0      | 1      |
| 6      | Giappone      | 0   | 0       | 1      | 1      |
| 6      | Paesi Bassi   | 0   | 0       | 1      | 1      |

## Podi
| Evento              | Oro                         | Argento                      | Bronzo                        |
| Singolare maschile  | Xia Xuanze                  | Wong Choong Hann             | Shon Seung-mo                 |
| Singolare maschile  | Xia Xuanze                  | Wong Choong Hann             | Bao Chunlai                   |
| Singolare femminile | Zhang Ning                  | Gong Ruina                   | Zhou Mi                       |
| Singolare femminile | Zhang Ning                  | Gong Ruina                   | Mia Audina                    |
| Doppio maschile     | Lars Paaske Jonas Rasmussen | Candra Wijaya Sigit Budiarto | Sang Yang Zheng Bo            |
| Doppio maschile     | Lars Paaske Jonas Rasmussen | Candra Wijaya Sigit Budiarto | Fu Haifeng Cai Yun            |
| Doppio femminile    | Gao Ling Huang Sui          | Wei Yili Zhao Tingting       | Shizuka Yamamoto Seiko Yamada |
| Doppio femminile    | Gao Ling Huang Sui          | Wei Yili Zhao Tingting       | Rikke Olsen Ann-Lou Jørgensen |
| Doppio misto        | Kim Dong-moon Ra Kyung-min  | Zhang Jun Gao Ling           | Jonas Rasmussen Rikke Olsen   |
| Doppio misto        | Kim Dong-moon Ra Kyung-min  | Zhang Jun Gao Ling           | Chen Qiqiu Zhao Tingting      |